# کبوتر تپه‌ای
 کبوتر تپه‌ای (نام علمی: Columba rupestris) نام یک گونه از سرده کبوتر است.